# Esqui estilo livre nos Jogos Olímpicos de Inverno de 2010 - Aerials feminino
As competições de aerials feminino do esqui estilo livre nos Jogos Olímpicos de Inverno de 2010 foram disputadas na Montanha Cypress, em West Vancouver, entre 20 e 24 de fevereiro de 2010.

## Medalhistas
| Ouro   | AUS Lydia Lassila |
| Prata  | CHN Li Nina       |
| Bronze | CHN Guo Xinxin    |

## Resultados

### Qualificatória
| Pos. | Nº | Atleta                | 1º salto | Pos. | 2º salto | Pos. | Total  | Notas |
| ---- | -- | --------------------- | -------- | ---- | -------- | ---- | ------ | ----- |
| 1    | 25 | BLR Alla Tsuper       | 105.64   | 1    | 90.12    | 4    | 195.76 | Q     |
| 2    | 1  | CHN Li Nina           | 97.11    | 2    | 94.99    | 2    | 192.10 | Q     |
| 3    | 2  | CHN Guo Xinxin        | 88.08    | 8    | 101.08   | 1    | 189.16 | Q     |
| 4    | 6  | CHN Cheng Shuang      | 94.29    | 4    | 86.62    | 6    | 180.91 | Q     |
| 5    | 18 | USA Emily Cook        | 86.31    | 12   | 93.94    | 3    | 180.25 | Q     |
| 6    | 16 | USA Lacy Schnoor      | 87.77    | 10   | 81.74    | 10   | 169.51 | Q     |
| 7    | 8  | BLR Assoli Slivets    | 84.17    | 14   | 85.22    | 7    | 169.39 | Q     |
| 8    | 3  | CHN Xu Mengtao        | 92.74    | 6    | 75.81    | 12   | 168.55 | Q     |
| 9    | 4  | AUS Lydia Lassila     | 85.65    | 13   | 81.90    | 9    | 167.55 | Q     |
| 10   | 19 | AUS Elizabeth Gardner | 89.00    | 7    | 75.60    | 13   | 164.60 | Q     |
| 11   | 24 | AUS Jacqui Cooper     | 87.88    | 9    | 75.11    | 14   | 162.99 | Q     |
| 12   | 22 | USA Ashley Caldwell   | 79.66    | 16   | 82.68    | 8    | 162.34 | Q     |
| 13   | 10 | UKR Nadiya Didenko    | 87.77    | 11   | 73.49    | 15   | 161.26 |       |
| 14   | 17 | UKR Olga Volkova      | 82.53    | 15   | 78.25    | 11   | 160.78 |       |
| 15   | 26 | CAN Veronika Bauer    | 94.47    | 3    | 65.99    | 17   | 160.46 |       |
| 16   | 7  | SUI Evelyne Leu       | 93.75    | 5    | 61.75    | 19   | 155.50 |       |
| 17   | 12 | USA Jana Lindsey      | 64.10    | 19   | 87.59    | 5    | 151.69 |       |
| 18   | 9  | AUS Bree Munro        | 74.37    | 17   | 69.09    | 16   | 143.46 |       |
| 19   | 11 | SUI Tanja Schaerer    | 60.63    | 20   | 65.10    | 18   | 125.73 |       |
| 20   | 21 | UKR Olga Polyuk       | 60.37    | 21   | 55.36    | 20   | 115.73 |       |
| 21   | 30 | CZE Martina Konopová  | 66.84    | 18   | 48.23    | 22   | 115.07 |       |
| 22   | 23 | GBR Sarah Ainsworth   | 52.44    | 22   | 52.92    | 21   | 105.36 |       |
| 23   | 28 | KAZ Zhibek Arapbayeva | 48.89    | 23   | 38.09    | 23   | 86.98  |       |

### Final
| Pos.              | Nº | Atleta                | 1º salto | Pos. | 2º salto | Pos. | Total  | Notas |
| ----------------- | -- | --------------------- | -------- | ---- | -------- | ---- | ------ | ----- |
| Medalha de ouro   | 4  | AUS Lydia Lassila     | 106.25   | 2    | 108.49   | 1    | 214.74 |       |
| Medalha de prata  | 1  | CHN Li Nina           | 99.40    | 4    | 107.83   | 2    | 207.23 |       |
| Medalha de bronze | 2  | CHN Guo Xinxin        | 98.82    | 5    | 106.40   | 3    | 205.22 |       |
| 4                 | 8  | BLR Assoli Slivets    | 102.79   | 3    | 95.90    | 5    | 198.69 |       |
| 5                 | 24 | AUS Jacqui Cooper     | 90.82    | 7    | 103.47   | 4    | 194.29 |       |
| 6                 | 3  | CHN Xu Mengtao        | 108.74   | 1    | 82.87    | 11   | 191.61 |       |
| 7                 | 6  | CHN Cheng Shuang      | 94.64    | 6    | 93.23    | 7    | 187.87 |       |
| 8                 | 25 | BLR Alla Tsuper       | 86.64    | 9    | 95.20    | 6    | 181.84 |       |
| 9                 | 16 | USA Lacy Schnoor      | 89.88    | 8    | 83.01    | 10   | 172.89 |       |
| 10                | 22 | USA Ashley Caldwell   | 86.53    | 10   | 84.57    | 8    | 171.10 |       |
| 11                | 18 | USA Emily Cook        | 65.03    | 11   | 83.89    | 9    | 148.92 |       |
| 12                | 19 | AUS Elizabeth Gardner | 63.09    | 12   | 23.61    | 12   | 86.70  |       |

Legenda
| Recorde mundial      | Recorde mundial (World record)               |                       | Recorde africano                      | Recorde africano (African) |                                           | Q | Classificado por posição (Qualified) |
| Recorde olímpico     | Recorde olímpico (Olympic record)            | Recorde da América    | Recorde da América (Americas)         | q                          | Classificado por melhor tempo (Qualified) |   |                                      |
| Melhor marca do ano  | Melhor marca do ano (World leading)          | Recorde asiático      | Recorde asiático (Asian)              | DNS                        | Não largou (Did not start)                |   |                                      |
| Recorde nacional     | Recorde nacional (National record)           | Recorde europeu       | Recorde europeu (European)            | DNF                        | Não terminou (Did not finish)             |   |                                      |
| Recorde pessoal      | Recorde pessoal do atleta (Personal best)    | Recorde da Oceania    | Recorde da Oceania (Oceania)          | DSQ / DQ                   | Desclassificado (Disqualified)            |   |                                      |
| Recorde da temporada | Recorde da temporada do atleta (Season best) | Recorde sul-americano | Recorde sul-americano (South America) | NM                         | Sem marca (No mark)                       |   |                                      |